# Blue Bird (Ayumi Hamasaki)
Blue Bird è un brano musicale della cantante Ayumi Hamasaki, pubblicato come suo quarantesimo singolo il 21 giugno 2006. Blue Bird è il quindicesimo singolo consecutivo per la cantante ad arrivare alla vetta della classifica Oricon ed il ventisettesimo in tutta la sua carriera. Il brano è stato utilizzato nelle pubblicità televisive di Zespri Gold Kiwifruit mentre il brano sul lato B Beautiful Fighters è stato utilizzato nelle pubblicità della Panasonic D-snap e D-dock. Grazie alle vendite di Blue Bird, Ayumi Hamasaki è diventata l'unica artista in Giappone ad aver venduto oltre venti milioni di singoli nel corso della sua carriera.

## Tracce
CD singolo
1. Blue Bird (Ayumi Hamasaki, D・A・I, HΛL)
2. Beautiful Fighters (Ayumi Hamasaki, Kikuchi Kazuhito)
3. Ladies Night ~Another Night~ (Ayumi Hamasaki, GEO of SWEETBOX)
4. Blue Bird (Harderground remix) – 6:24
5. Blue Bird (Instrumental) – 4:09
6. Beautiful Fighters (Instrumental) – 5:17

DVD (versione A)
1. Blue Bird (PV)
2. Beautiful Fighters (PV)
3. Blue Bird (Making Clip)

DVD (versione B)
1. Blue Bird (PV)
2. Beautiful Fighters (PV)
3. Beautiful Fighters (Making Clip)

## Classifiche
| Classifica (2006)           | Posizione più alta |
| --------------------------- | ------------------ |
| Oricon Weekly Singles Chart | 1                  |